# Bitwa pod Medyną (627)
Bitwa pod Medyną (arab. غزوة الخندق) – bitwa pomiędzy siłami muzułmanów z Medyny i Kurajszytami z Mekki, która odbyła się w roku 627. W celu ochrony Medyny przed atakiem Kurajszytów, Mahomet nakazał otoczenie oazy fosą. Strategia ta okazała się na tyle skuteczna, że po dwóch tygodniach oblężenia, atakujący wycofali się nie mogąc sforsować nowej przeszkody.
Powodem starć muzułmanów z Medyny z Kurajszytami, były ataki na karawany z Mekki w styczniu roku 624. Dwa miesiące później doszło do pierwszej poważnej bitwy pomiędzy obiema stronami pod Badrem, wygranej przez siły Mahometa. W kolejnym roku Kurajszyci dokonali odwetowego ataku na Medynę, pokonując przeciwnika w bitwie pod Uhud.

## Przebieg bitwy
Po zwycięstwie pod Uhud, Kurajszyci rozpoczęli zakrojone na szeroką skalę przygotowania do ataku na Medynę, otrzymując wsparcie licznych plemion arabskich. Ostatecznie ich siły osiągnęły liczbę 10 tys. ludzi i 600 koni. Mahomet w tym czasie dysponował siłami 3000 ludzi. Część z tej liczby zajęta była zbieraniem zboża na północ od oazy, które mogłoby być wykorzystane przez jazdę przeciwnika. Gdy tylko Mahomet dowiedział się o wymarszu z Mekki wrogiej armii, nakazał wykopanie wokół Medyny głębokiej fosy. Prace ziemne trwały sześć dni i nadzorowane były przez samego Mahometa.
Po dotarciu na miejsce, przeważająca liczebnie jazda Kurajszytów podejmowała bezskuteczne próby przekroczenia fosy. Za każdym razem obrońcy odpierali ataki. Także atak piechoty okazał się nieskuteczny. W tej sytuacji Kurajszyci zaprzestali ataków, decydując się na oblężenie miasta. Działanie to było zupełnie nieprzygotowane, a napastnicy nie posiadali żadnego doświadczenia w obleganiu miast. Po dwóch tygodniach nieaktywności, Kurajszyci zakończyli oblężenie i wycofali się do Mekki. Odparcie ataku na Medynę wzmocniło pozycję Mahometa wśród muzułmanów.